# Die Ermordung des Commendatore
Die Ermordung des Commendatore (jap. 騎士団長殺し Kishidanchō Goroshi) ist ein Roman von Haruki Murakami. Er erschien im Februar 2017 auf Japanisch und im Januar bzw. April 2018 in deutscher Übersetzung durch Ursula Gräfe.

## Inhalt
Teil 1: Eine Idee erscheint
Der Roman ist aus der Ich-Perspektive eines getrennt von seiner Frau lebenden Kunstmalers geschrieben, der sein Leben in Tokio aufgibt und nach einer Rundreise in einem Peugeot 205 durch Japan bis nach Hokkaido in das Haus des Nihonga-Malers Tomohiko Amada, der jetzt im Altersheim lebt, auf dem Land einzieht. Dort findet er dessen auf dem Dachboden des Hauses verstecktes Bild Die Ermordung des Commendatore, dessen Bedeutung er vorerst nicht entschlüsseln kann. Der Ich-Erzähler bemerkt, dass Tomohiko Amada ein Opernliebhaber war und in den dreißiger Jahren in Wien studiert hatte, was ihn bei der Deutung des Bildes möglicherweise helfen könnte. Seinen Lebensunterhalt verdient der Ich-Erzähler als Kunstlehrer für Kinder, gleichzeitig bekommt er den Auftrag von einem Mann aus der Nachbarschaft, Menshiki Wataru, einem früheren IT-Unternehmer, der nun ein zurückgezogenes Leben führt, für ein Porträt. Während er Menshiki (dt. ‘Farbe vermeiden’) porträtiert, der dem Maler zudem keine Einschränkung hinsichtlich Technik und Stil macht, kommen sich Menshiki und der Protagonist näher. Menshiki erzählt dem Ich-Erzähler, dass er möglicherweise Vater einer Tochter ist, die bei der Familie  lebt und bittet ihn auch diese zu malen. In Rückblenden erinnert sich der Erzähler an eine Affäre während seiner Rundreise durch Japan. Zudem kommt er dem Geheimnis des Bildes Die Ermordung des Commendatore auf die Spur, die er mit den Erlebnissen des Hausbesitzers im Wien der nationalsozialistischen Besatzung und dessen Beteiligung an einem gescheiterten Attentat auf einen Beamten in Verbindung bringt.
Teil 2: Eine Metapher wandelt sich
Maria, Menshikis vermeintliche Tochter, lässt sich nun malen, wobei sie einmal zusammen mit ihrer Tante zu ihm eingeladen wird. Sie argwöhnt, dass er Interesse an der Tante hat, da er deren Haus mit einem Fernglas beobachtet. Eines Tages verschwindet Maria spurlos. Derweil erfährt der Maler, dass Tomohiko Amada einen Bruder hatte, der im Zweiten Weltkrieg nach Nanjing eingezogen wurde und darauf Selbstmord beging. Er fährt mit dessen Sohn ins Altersheim, um Tomohiko zu besuchen. Obwohl Tomohiko nicht mehr sprechen kann, erscheinen dem Protagonisten dort der Commendatore aus dem Bild, der ihn bittet, erstochen zu werden, um zu erfahren, wo sich Maria aufhält. Er tut es und gelangt durch ein Reich der Metaphern wieder in eine verschlossene Grube im Garten seines Hauses. Dort wird er von Menshiki gerettet und erfährt, dass Maria wieder zuhause angekommen ist. Als er Maria das nächste Mal porträtiert, erzählt Maria, dass sie in Menshikis Haus war, dort alte Frauenkleider im Schrank gesehen hat, die wahrscheinlich ihrer Mutter gehörten und nach ein paar Tagen wieder zurückgekehrt sei. Auch ihr habe sich der Commendatore gezeigt. Sie beschließen, dass sie ihre Erlebnisse für sich behalten.
Zum Schluss kehrt der Protagonist zu seiner alten Frau zurück, da sie mit dem möglichen Vater des Kindes nicht zusammenleben möchte. In einer Rückblende mehrere Jahre nach den Ereignissen, erkennt der Maler, dass er nun ein glückliches Leben führt und das Haus Tomohikos inzwischen abgebrannt sei.

## Rezeption
„Darunter jedoch entspinnt sich eine Debatte darüber, was Kunst ist und kann. Auch weil Murakami einen Klassiker, den Paragone, implantiert: den Wettstreit der Künste während der Renaissance. Murakami löst also die Genregrenzen so lustig wie lustvoll auf, lässt Opernheld, Statue, Gemäldefigur über die Buchseiten kraxeln. So bildhaft sieht man in Romanen Künstlern selten beim Skizzieren und Malen zu.“

„Wie gewohnt ist auch dieser Murakami ein internationales Mythen- und Markenpotpourri. Das Essen ist weitgehend japanisch. Bei den Automarken macht sich im Vergleich zum stark Toyota-lastigen Frühwerk eine gewisse altersmilde Toleranz für europäische Karossen bemerkbar. Die literarischen Motive sind mehr oder weniger recycelte Schnipsel aus der Jenaer Romantik, der griechischen Antike, der katholischen Fabelwelt und der Wiener Psychoanalyse.“